# Георги Спанчевски
 Тази статия е за дееца на ВМРО в Кочанско.  За дееца на ВМОРО в Мелнишко вижте Георги Спанчовалията.  За дееца на ВМОРО в Река вижте Георги Йосифов.
Георги Йосифов Спанчевски е български революционер, кочански подвойвода на Вътрешната македонска революционна организация.

## Биография
Георги Йосифов е роден в село Спанчево, Кочанско. Произхожда от семейството на заможен селянин. Още като дете той е куриер на ВМОРО. По време на Първата световна война Спанчевски е ефрейтор в българската войска и се отличава с участието си в щурмовите дружини.
През 1918 година Спанчевски се завръща в родното си село, където е избран за кмет. Тъй като противодейства на сръбските власти, влиза в конфликт с тях, многократно е пребиван и в крайна сметка е принуден да премине в нелегалност. Спанчевски съдейства на четите на Любомир Весов и Илия Кушев.
През 1924 година на пазара във Виница Георги Спанчевски изпълнява смъртната присъда над ренегата на ВМРО, сътрудничещ на сръбските власти Мите Суджукаро. След това е четник при кочанския войвода Ефтим Полски, през 1925 година участва в тежкото сражение при Бигла, последвано от сраженията при Танатарци, Плачковица, Пантелей и други.
На 28 юли 1926 година с чета от 12 души води сражение със сръбски жандармеристи на Цървен камен в Осоговска планина. От четниците двама са убити, а трима ранени, докато сърбите дават 26 убити и 34 ранени.
През юли 1931 година, след убийството на Евтим Полски във Вранско, Спанчевски води кочанската чета, но край село Горна Лисина, Босилеградско, е убит в сражение със сръбската жандармерия.
След гибелта на Георги Спанчевски вестник „Свобода или смърт“ пише:
| „ | Георги Спанчевски беше най-чист и най-завършен образ на революционер - хъш и истински борец... деец, за когото нямаше нищо невъзможно, защото той беше решен да мре. Той служеше на един идеал и друго като че ли не го интересуваше... Той беше ясно ориентиран за политическото положение и революционните условия, при които се работи. И тях той преценяваше с опитност, с трезвеност и спокойствие. | “ |

Физическият убиец на Георги Спанчевски, работещият за сръбските власти кмет на село Плоча Стоян Филипов(ич), е наказан от Асен Северинкин.